# ABS-CBN
ABS-CBN Corporation, powszechnie znane jako ABS-CBN – filipińskie przedsiębiorstwo medialno-rozrywkowe z siedzibą w Diliman, Quezon City. Jest to największy konglomerat rozrywkowy i medialny na Filipinach pod względem przychodów, przychodów operacyjnych, dochodu netto, aktywów, kapitału własnego, kapitalizacji rynkowej i liczby pracowników. Firma powstała w wyniku połączenia Alto Broadcasting System i Chronicle Broadcasting Network.

## Kanały telewizyjne

### Obecne

#### Kanały lokalne
- A2Z (kanał należący do Zoe Broadcasting Network, na mocy umowy blokowej z ABS-CBN)
- ABS-CBN News Channel (ANC)
- Cine Mo!
- Cinema One
- Jeepney TV
- Kapamilya Channel
- Knowledge Channel
- Metro Channel
- Myx
- PIE (współwłasnością z Broadcasts Enterprises and Affiliated Media)
- TeleRadyo Serbisyo (współwłasnością z Prime Media Holdings)

#### Kanały międzynarodowe
- ANC Global
- Cinema One Global
- Cine Mo! Global
- Myx Global
- TeleRadyo Serbisyo Global
- The Filipino Channel (TFC)

### Dawne

#### Kanały lokalne
- ABS-CBN
  - DWWX-TV (Manila)
  - D-3-ZO-TV (Baguio)
  - DZAD-TV (Batangas)
  - DYPR-TV (Puerto Princesa)
  - DZNC-TV (Naga)
  - DYAF-TV (Iloilo)
  - DYXL-TV (Bacolod)
  - DYCB-TV (Cebu)
  - DYAB-TV (Tacloban)
  - DXCS-TV (Cagayan de Oro)
  - DXAS-TV (Davao)
  - DXZT-TV (General Santos)
  - DXLL-TV (Zamboanga)
- ABS-CBN Regional Channel
- ABS-CBN Sports and Action (S+A)
  - DWAC-TV (Manila)
  - DYAC-TV (Cebu)
  - DXAB-TV (Davao)
  - DXFH-TV (Zamboanga)
- Asianovela Channel
- Balls
- CgeTV
- DZMM TeleRadyo / TeleRadyo
- DYAB TeleRadyo (Cebu)
- DXAB TeleRadyo (Davao)
- Hero
- Lifestyle Network
- Liga
- Maxxx
- Movie Central
- O Shopping
- Studio 23
- Tag
- Velvet
- Yey!

#### Kanały międzynarodowe
- ABS-CBN Sports and Action International
- Bro
- Kapamilya Channel (międzynarodowy)
- Lifestyle Network (USA)
- Pinoy Central TV

## Stacje radiowe

### Obecne
- DWPM Radyo 630 (współwłasnością z Prime Media Holdings)
- MOR Entertainment
- MyxRadio

### Dawne

#### My Only Radio
- MOR 101.9 My Only Radio For Life! Manila
- MOR 101.1 My Only Radio MORe Na Ron! Davao
- MOR 103.1 My Only Radio Dayta Ah! Baguio
- MOR 101.5 My Only Radio Sikat! Bacolod
- MOR 99.9 My Only Radio Sikat! Puerto Princesa
- MOR 93.5 My Only Radio Yan ang MORe! Naga
- MOR 93.9 My Only Radio Pirmi Na! Legazpi
- MOR 94.3 My Only Radio Araratan! Dagupan
- MOR 94.3 My Only Radio Sikat! Tacloban
- MOR 91.1 My Only Radio Abaw Pwerte! Iloilo
- MOR 97.1 My Only Radio Lupig Sila! Cebu
- MOR 98.7 My Only Radio Nah Ese Vale! Zamboanga
- MOR 91.9 My Only Radio Chuy Kay' Bai! Cagayan de Oro
- MOR 95.5 My Only Radio Ditoy Latta! Laoag
- MOR 92.7 My Only Radio For Life! General Santos
- MOR 95.1 My Only Radio For Life! Cotabato
- MOR 99.7 My Only Radio For Life! Española
- MOR 91.3 My Only Radio For Life! Isabela

#### Radyo Patrol
- DZMM Radyo Patrol 630 (Region Stołeczny)
- DYAP Radyo Patrol 765 (Palawan)
- DYAB Radyo Patrol 1512 (Cebu)
- DXAB Radyo Patrol 1296 (Davao)

## Internet
- ABS-CBN.com
- ABS-CBNnews.com
- Filipino On Demand
- iWantTFC
- Kapamilya Online Live
- MOR TV

## Spółki zależne i oddziały

### Spółki zależne
- ABS-CBN Center for Communication Arts, Inc. (Star Magic)
- ABS-CBN Convergence
  - ABS-CBN TV Plus
  - ABS-CBNmobile (zamknięty)
  - ABS-CBN TV Plus Go (zamknięty)
- ABS-CBN Digital Media
- ABS-CBN Film Productions, Inc. (Star Cinema)
  - Black Sheep
  - Sine Screen (zamknięty)
  - Skylight Films (zamknięty)
- ABS-CBN Foundation, Inc.
- ABS-CBN Global Ltd.
  - ABS-CBN Australia Pty. Ltd.
  - ABS-CBN Canada, ULC
  - ABS-CBN Global Hungary Kft.
  - ABS-CBN Japan, Inc.
  - ABS-CBN Middle East Free Zone LLC
  - ABS-CBN Middle East LLC
  - ABS-CBN Global Netherlands B.V.
- ABS-CBN International
- ABS-CBN Publishing, Inc.
- ABS-CBN Theme Parks & Resorts
  - ABS-CBN Studio Experience (zamknięty)
  - KidZania Manila (zamknięty)
- ACJ O Shopping Corporation (wspólne przedsięwzięcie z CJ ENM, zamknięty)
- Creative Programs, Inc.
- Dreamscape Entertainment
- MediaSerbisyo Corporation (wspólne przedsięwzięcie z Prime Media Holdings)
- Play Innovations, Inc.
  - Play Innovations Hungary Kft.
- Roadrunner Network, Inc.
- Sarimanok News Network, Inc.
- Sky Cable Corporation
  - Sky Cable
  - Destiny Cable (zamknięty)
  - Sky Direct (zamknięty)
- Star Creatives Group
- Star Home Video
- Star Recording, Inc.
  - Star Music
  - Star Songs, Inc.

### Oddziały
- ABS-CBN Entertainment
- ABS-CBN Film Archive
- ABS-CBN Licensing
- ABS-CBN News and Current Affairs
- ABS-CBN Regional (zamknięty)
- ABS-CBN Sports (zamknięty)
- Cable Channels and Print Media Group
- Creative Communications Management Group
- Manila Radio Division
- Star Entertainment Group